# Klooster van de Witte Paters
Het Klooster van de Witte Paters is een klooster in de Antwerpse plaats Boechout, gelegen aan Borsbeeksesteenweg 45.
Dit klooster werd in 1911 gebouwd voor de Witte Paters naar ontwerp van Schmitz. In 1932 werd het klooster nog uitgebreid met een kapel en studielokalen, naar ontwerp van Frans Peeters en Van Kerckhove. Het bakstenen kloostergebouw is U-vormig. De kapel heeft een vierkante toren onder tentdak en een halfcirkelvormige apsis.
In 1970 werd het klooster opgeheven en in 1971 werd het een woningcomplex van het Oxaco Capenberg Center. Ook enkele verenigingen zijn in het complex gehuisvest.